# ムッサ・コナテ (サッカー選手)
パプ・ムッサ・コナテ（Pape Moussa Konaté 、1993年4月3日 - ）は、セネガル・ンブール出身のプロサッカー選手。セネガル代表。FCディナモ・バトゥミ所属。ポジションは、フォワード。

## 経歴
セネガルの2部チームでキャリアをスタート。1部昇格とカップ戦優勝に貢献し、2011年のCAFコンフェデレーションカップに参加した。

### マッカビ・テルアビブ
2011年春、マッカビ・テルアビブで1ヶ月間トライアルに参加した。そして2011–12シーズンから2年契約での加入が決定した。UEFAヨーロッパリーグ2次予選・FKハザル・レンコランで加入後初出場。この試合、1ゴール1アシストと活躍し3-1の勝利に貢献した。

### クラスノダール
ロンドンオリンピックで5ゴールを挙げる活躍を披露した後、FCクラスノダールに200万ユーロで移籍。なおクラスノダール加入後、プレミアリーグ所属クラブからのオファーがあったことを明かした。
2013年7月12日、セリエAのジェノアCFCにレンタル移籍。

### アミアン
2017年8月13日、アミアンSCと4年契約を結んだ。

### ディジョンFCO
2019-20シーズン、アミアンがリーグ・アンから降格したことをうけ、2020年10月20日違約金2億4千万ユーロでディジョンFCOと3年契約を結ぶ。
2021年9月15日、エスペランス・チュニスにシーズン終了までレンタル移籍。
2022年2月12日、スィヴァススポル にレンタル移籍。

### 代表
U-23代表の一員として参加したロンドンオリンピックでは、全試合に出場した。初戦のイギリス戦では82分に同点ゴールを挙げた。
A代表の主要大会ではアフリカネイションズカップ2015、アフリカネイションズカップ2017に参加した。
2018年5月、ロシア開催の2018 FIFAワールドカップに向けて、セネガル代表の最終登録メンバー23人の中に名を連ねた。

## 代表歴

### 出場大会
- セネガル代表
  - 2018 FIFAワールドカップ

### 試合数
- 国際Aマッチ 34試合 12得点（2012年-2019年）[14]

| セネガル代表 | 国際Aマッチ | 国際Aマッチ |
| 年           | 出場        | 得点        |
| ------------ | ----------- | ----------- |
| 2012         | 5           | 1           |
| 2013         | 0           | 0           |
| 2014         | 2           | 1           |
| 2015         | 9           | 5           |
| 2016         | 5           | 1           |
| 2017         | 3           | 0           |
| 2018         | 6           | 3           |
| 2019         | 4           | 1           |
| 通算         | 34          | 12          |

### 得点
| #   | 開催日         | 開催地           | 対戦国         | スコア | 結果 | 試合概要                           |
| --- | -------------- | ---------------- | -------------- | ------ | ---- | ---------------------------------- |
| 1.  | 2012年5月25日  | マラケシュ       | モロッコ       | 1–0    | 1–0  | 親善試合                           |
| 2.  | 2014年5月31日  | ブエノスアイレス | コロンビア     | 1–2    | 2–2  | 親善試合                           |
| 3.  | 2015年1月13日  | カサブランカ     | ギニア         | 5–1    | 5–2  | 親善試合                           |
| 4.  | 2015年3月28日  | ル・アーヴル     | ガーナ         | 1–0    | 2–1  | 親善試合                           |
| 5.  | 2015年3月28日  | ル・アーヴル     | ガーナ         | 2–0    | 2–1  | 親善試合                           |
| 6.  | 2015年6月13日  | ダカール         | ブルンジ       | 1–0    | 3–1  | アフリカネイションズカップ2017予選 |
| 7.  | 2015年11月17日 | ダカール         | マダガスカル   | 2–0    | 3–0  | 2018 FIFAワールドカップ予選        |
| 8.  | 2016年3月29日  | ニアメ           | ニジェール     | 1–0    | 2–1  | アフリカネイションズカップ2017予選 |
| 9.  | 2018年3月23日  | カサブランカ     | ウズベキスタン | 1–1    | 1–1  | 親善試合                           |
| 10. | 2018年6月11日  | グレーディヒ     | 韓国           | 2–0    | 2–0  | 親善試合                           |
| 11. | 2018年9月9日   | アンタナナリボ   | マダガスカル   | 1–0    | 2–2  | アフリカネイションズカップ2019予選 |
| 12. | 2019年3月26日  | ダカール         | マリ           | 2–1    | 2–1  | 親善試合                           |

## タイトル
シオン
- スイス・カップ: 2014–15

スィヴァススポル
- テュルキエ・クパス: 2021-22